# Asplenium apertum
Asplenium apertum là một loài dương xỉ trong họ Aspleniaceae. Loài này được C. Chr. mô tả khoa học đầu tiên năm 1932.